# Неганов, Борис Степанович
Неганов Борис Степанович (27 апреля 1928 года, село Ганино, Котельничского уезда, Вятской губернии — 19 августа 2012 года, Дубна) — советский и российский физик. Заслуженный деятель науки РФ (1997), специалист в области физики и техники низких температур. Лауреат Сталинской и Ломоносовской премий. Соавтор открытия резонансного характера реакции рр → π+d. Один из участников разработки метода получения низких температур путём растворения гелия-3 в гелии-4. Исследователь специальной теории относительности.

## Биография
В 1950 г. Б. С. Неганов окончил Ленинградский государственный университет. В 1951 г. распределён на работу в секретную «Гидротехническую лабораторию» (ГТЛ; в 1954 г. переименована в Институт ядерных проблем АН СССР) в научном посёлке Дубна. Начальником ГТЛ и директором ИЯП был ученик И. В. Курчатова, выдающийся организатор науки Михаил Григорьевич Мещеряков.
В 1955 году Б. С. Неганов открыл (совместно с М. Г. Мещеряковым) резонансный характер реакции рр → π+d. Результаты, полученные Негановым, впервые указали на существование резонансоподобного характера рождения π-мезонов в этой области энергий и впоследствии легли в основу модели рождения мезонов в области первого пион-нуклонного резонанса. По существу, эти исследования положили начало новому направлению в физике соударений частиц.
В 1956 г. ИЯП вошёл в состав вновь учреждённого ОИЯИ. С 1956 г. — Неганов научный сотрудник ОИЯИ: Лаборатория ядерных проблем, Лаборатория сверхвысоких энергий (впоследствии — Лаборатория физики частиц), Лаборатория физики частиц (ЛФЧ), начальник сектора, и. о. главного научного сотрудника, советник при дирекции ЛФЧ. Докторскую диссертацию Б. С. Неганов защитил в ОИЯИ (1980 г.).
В 1957 году Неганов стал соавтором открытия прямого выбивания дейтронов из атомных ядер протонами высоких энергий, внесённого в Государственный реестр открытий СССР под номером 221.
Б. С. Неганов был признанным авторитетом в области физики и техники низких температур. В 1965 года он с молодыми сотрудниками Н. С. Борисовым и М. Либургом создал первый рефрижератор, основанный на методе растворения 3He в 4He, предложенном в 1951 году Г. Лондоном, и впервые в мире получил 0,055 градуса по Кельвину — рекордно низкую для того времени температуру; через год удалось достичь ещё более низких температур:
Б. С. Негановым и его сотрудниками получен результат мирового уровня. Ему удалось впервые осуществить основанную на растворения 3He в 4He хладопроизводительную машину, на которой достигнут 0,025 градуса по Кельвину. Достигнутый результат имеет выдающееся значение для физики низких температур. Ведётся работа по достижению 0,01 градуса по Кельвину.
Осуществление на практике этого метода стало подлинно революционным шагом в физике и технике сверхнизких температур и позволило создать физические приборы нового типа — «замороженные» поляризованные мишени, открывшие широкие возможности для проведения разнообразных экспериментов в области высоких энергий.
С 1980-х годов и до последних лет своей жизни Борис Степанович работал над проверкой принципа относительности путём экспериментального изучения дифференциальной томасовской прецессии спина релятивистского электрона.
С 1993 года был главным научным сотрудником ЛФЧ вплоть до её реструктуризации.
В 1967 г. о Б. С. Неганове был снят для показа на Всемирной выставке в Монреале документальный фильм «Дорога к бесконечности».
В 1997 году присвоено звание «Заслуженный деятель науки Российской Федерации». Удостоен Ломоносовской премии АН СССР и награждён первыми премиями ОИЯИ.
Умер в 2012 году. Похоронен на Большеволжском кладбище.